# Таран Петро Григорович
Петро Григорович Таран (29 червня 1906, місто Кам'янське Катеринославської губернії, тепер Дніпропетровської області — 10 лютого 1948, місто Львів) —  український радянський партійний діяч, голова Львівського міськвиконкому.

## Біографія
Народився в родині робітника. Трудову діяльність розпочав у чотирнадцятирічному віці. Працював чорноробом, машиністом на Дніпропетровському металургійному заводі.
Член ВКП(б) з 1930 року.

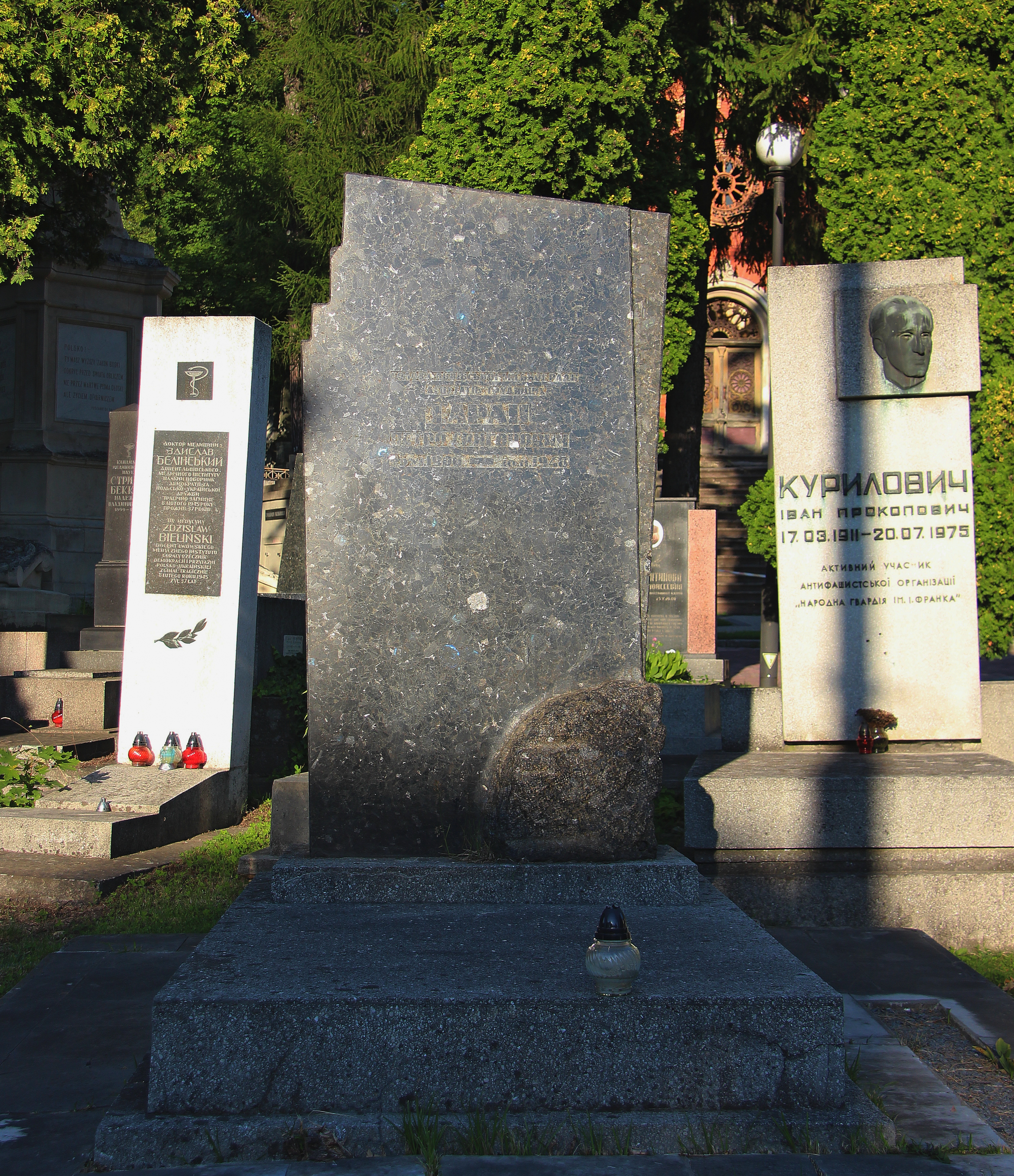

Працював секретарем партійної організації Дніпропетровського вагонобудівного заводу, секретарем Пологівського районного комітету КП(б)У Запорізької області.
Навчався в Дніпропетровському металургійному технікумі та металургійному інституті, у вечірньому університеті марксизму-ленінізму.
Восени 1939 року направлений на роботу в апарат Львівського обласного та міського комітетів КП(б)У. Працював завідувачем транспортного відділу Львівського міського комітету КП(б)У. У квітні — червні 1941 року — секретар Львівського міського комітету КП(б)У по промисловості і транспорту.
З 1941 по 1945 рік — у Червоній армії, учасник німецько-радянської війни. Служив заступником із політичної частини начальника Управління тилу Південно-Західного фронту, членом Військової ради 6-ї армії 1-го Українського фронту.
У грудні 1945 — 10 лютого 1948 року — голова виконавчого комітету Львівської міської ради депутатів трудящих. Одночасно, закінчив 9-місячні курси при Вищій партійній школі ЦК ВКП(б).
Похований на полі № 1 Личаківського цвинтаря.

## Звання
- підполковник
- полковник

## Нагороди
- орден Леніна (6.05.1945)
- орден Богдана Хмельницького ІІ ст. (19.03.1944)
- орден Вітчизняної війни І ст. (27.09.1943)
- орден Червоного Прапора (19.01.1943)
- медаль «За оборону Сталінграда» (22.12.1942)
- медаль «За перемогу над Німеччиною у Великій Вітчизняній війні 1941—1945 рр.» (1945)